# Bernaszówka
Bernaszówka (ukr. Бернашівка) – wieś na Ukrainie, w obwodzie winnickim, w rejonie mohylowskim, nad Dniestrem, poniżej zapory Dniestrzańskiej Elektrowni Wodnej.
W czasach Rzeczypospolitej wieś leżała w województwie podolskim. Odpadła od Polski w wyniku II rozbioru.
W pobliżu wsi znajduje się stanowisko archeologiczne.